# Закон Клавия
Закон Клавия — логический закон, связывающий импликацию («если, то») и отрицание. Назван в честь немецкого математика — Христофора Клавия. Клавий упоминал закон в своем комментарии к «Геометрии» Евклида. Евклид одну из своих теорем доказал, делая допущение, что она является ложной.

## Определение
Формальным образом закон Клавия можно записать следующим образом:
{\displaystyle (\neg A\rightarrow A)\rightarrow A}
Другими словами, если некое утверждение является следствием своего отрицания, то это утверждение истинно.